# Rajon Prawdinsk
Der Rajon Prawdinsk ist eine Verwaltungseinheit in der russischen Oblast Kaliningrad. Er liegt im Süden der Oblast an der EU-Außengrenze zu Polen.
Seit 2016 besteht der Rajon nur noch administrativ-territorial und wird mit Administrativer Rajon Prawdinsk (russisch Правдинский административный район) bezeichnet. Die kommunale Selbstverwaltung wird als Munizipalkreis organisiert, dessen Verwaltungssitz die Stadt Prawdinsk (Friedland) ist.
Der Rajon wird vom Fluss Lawa (Alle) durchflossen. Die Gegend ist dünn besiedelt und strukturschwach. Haupterwerbszweig der Bevölkerung ist die Landwirtschaft. Heutzutage verläuft lediglich die Eisenbahnlinie von Tschernjachowsk (Insterburg) nach Schelesnodoroschny (Gerdauen) (nur noch Saison- und Güterverkehr) durch das Rajongebiet, überregionale Straßenverbindungen fehlen. Den Großteil des Verkehrs übernehmen somit der Individualverkehr und Linienbusse. Wie alle ländlichen Rajone der Oblast Kaliningrad ist auch der Rajon Prawdinsk von einer starken Landflucht geprägt.

## Kommunale Selbstverwaltung
Auf dem Territorium des Rajons Prawdinsk besteht die kommunale Selbstverwaltungseinheit Munizipalkreis Prawdinsk (ru. Правдинский муниципальный округ, Prawdinski munizipalny okrug) mit der Stadt Prawdinsk und den weiteren auf dem Territorium des Rajons befindlichen 116 Siedlungen (ru. possjolok).

## Geschichte
Der Rajon wurde am 7. April 1946 als Fridljandski rajon gegründet. Er umfasste zunächst die Nordteile der bis 1945 bestehenden Kreis Bartenstein, der bis 1927 Kreis Friedland hieß, und Kreis Gerdauen, die sich nach der neuen Grenzziehung infolge des Zweiten Weltkrieges in der Sowjetunion befanden. Sein Verwaltungssitz wurde die im ehemaligen Kreis Bartenstein am Fluss Alle gelegene Kleinstadt Friedland (amtlich Fridljand). Zuständig für den Rajon war ab dem 15. Juni 1946 zunächst die Verwaltung für zivile Angelegenheiten des Rajons Friedland (ru. Управление по гражданским делам Фридландского района, Uprawlenie po graschdanski delam Fridlandskowo rajona).
Am 7. September 1946 wurde die Stadt Friedland in Prawdinsk umbenannt und der Rajon in Prawdinski rajon. Im Juni 1947 wurde zur Verwaltung des Rajons das Exekutivkomitee des Prawdinsker Rajonsowjets der Abgeordneten der Werktätigen ernannt (ru. Исполнительный комитет Правдинского районного Совета депутатов трудящихся, Ispolnitelny komitet Prawdinskowo rajonowo Soweta deputatow trudjaschtschichsja; kurz: Правдинский Райисполком, Prawdinski Rajispolkom). Der ungefähre Bereich des Nordteils des ehemaligen Kreises Gerdauen wurde am 25. Juli 1947 als eigenständiger Rajon Schelesnodoroschny aus dem Rajon Prawdinsk ausgegliedert. Neu in den Rajon kam an diesem Tag aus dem Rajon Gwardeisk die in Druschba umbenannte ehemalige Kleinstadt Allenburg. Am 12. Dezember 1962 wurde der Rajon Schelesnodoroschny wieder an den Rajon Prawdinsk angeschlossen. Im Jahr 1977 wurde in der Bezeichnung der Rajonverwaltung der Begriff „der Abgeordneten der Werktätigen“ durch „der Volksabgeordneten“ ersetzt (ru. народных депутатов, narodnych deputatow).
Am 18. Dezember 1991 wurde die Rajonverwaltung in Administration des Rajons Prawdinsk (ru. Администрация Правдинского района, Administrazija Prawdinskowo rajona) umbenannt. Im Jahr 1997 wurde auf dem Territorium des Rajons Prawdinsk die (gleichnamige) kommunale Selbstverwaltungseinheit Rajon Prawdinsk eingerichtet. Im Jahr 2004 wurde diese Verwaltungseinheit mit dem Status eines „munizipalen“ Rajons versehen; darin wurde die kommunale Selbstverwaltung auf die lokale Ebene ausgeweitet und die bestehenden Verwaltungsbereiche der städtischen Administrationen der Stadt Prawdinsk und der Siedlung städtischen Typs Schelesnodoroschny sowie die acht Dorfbezirke in zwei städtische Gemeinden und zwei Landgemeinden umgewandelt. Im Jahr 2016 wurde die kommunale Selbstverwaltung als Stadtkreis organisiert. Im Jahr 2022 wurde der Stadtkreis in einen Munizipalkreis umgewandelt.

### Dorfsowjets/Dorfbezirke 1947–2004
| Name           | Verwaltungssitz                          | deutscher Name            | Bemerkungen                                                               |
| -------------- | ---------------------------------------- | ------------------------- | ------------------------------------------------------------------------- |
| Domnowski      | Domnowo                                  | Domnau                    |                                                                           |
| Druschbinski   | Druschba                                 | Allenburg                 |                                                                           |
| Frunsenski     | Frunsenskoje                             | Bokellen                  | seit 1963, vorher im Rajon Schelesnodoroschny                             |
| Krylowski      | Krylowo                                  | Nordenburg                | seit 1972, vorher Podlipowski                                             |
| Mosyrski       | Mosyr                                    | Klein Gnie                | seit 1963, vorher im Rajon Schelesnodoroschny                             |
| Nowo-Bobruiski | Nowo-Bobruisk                            | Ilmsdorf                  | seit 1963, vorher im Rajon Schelesnodoroschny, bis 2001, dann zu Mosyrski |
| Podlipowski    | Podlipowo seit vor 1968: Krylowo         | Hochlindenberg Nordenburg | seit 1963, vorher im Rajon Schelesnodoroschny, bis 1972, dann Krylowski   |
| Poretschenski  | Poretschje seit etwa 1970: Schewtschenko | Allenau zu Friedland      |                                                                           |
| Sewski         | Sewskoje                                 | Böttchersdorf             |                                                                           |
| Wischnjowski   | Wischnjowoje                             | Altendorf                 | seit 1963, vorher im Rajon Schelesnodoroschny                             |

### Gemeinden 2004–2015

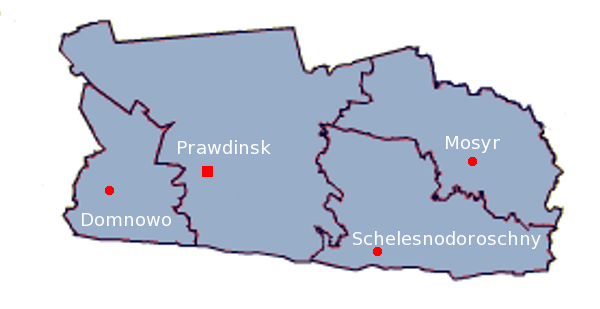
Verwaltungseinteilung des Rajons Prawdinsk 2004–2015

| Name                 | Verwaltungssitz    | deutscher Name | Anzahl der Orte |
| -------------------- | ------------------ | -------------- | --------------- |
| Städtische Gemeinde: |                    |                |                 |
| Prawdinskoje         | Prawdinsk          | Friedland      | 33              |
| Schelesnodoroschnoje | Schelesnodoroschny | Gerdauen       | 31              |
| Landgemeinden:       |                    |                |                 |
| Domnowskoje          | Domnowo            | Domnau         | 28              |
| Mosyrskoje           | Mosyr              | Klein Gnie     | 25              |

### Einwohnerentwicklung
| Jahr | Einwohner | Bemerkungen                                         |
| ---- | --------- | --------------------------------------------------- |
| 1959 | 12.102    | Einschließlich des Rajon Schelesnodoroschny: 24.135 |
| 1970 | 22.766    |                                                     |
| 1979 | 21.719    |                                                     |
| 1989 | 19.555    |                                                     |
| 2002 | 21.076    |                                                     |
| 2010 | 19.061    |                                                     |
| 2021 | 18.443    |                                                     |

### Funktionsträger

#### Parteisekretäre der WKP(B)/KPdSU 1947–1991
- 1947–1952: Wassili Iwanowitsch Maschin (Василий Иванович Машин)
- 1952–1961: S. G. Dorotschenkow (С. Г. Дороченков)
- 1961–1969: A. A. Krylow (А. А. Крылов)
- 1969–1979: Boris Alexandrowitsch Saizew (Борис Александрович Зайцев)
- 1979–1982: Igor Petrowitsch Schewljakow (Игорь Петрович Шевляков)
- 1982–1991: Boris Wladimirowitsch Artemjew (Борис Владимирович Артемьев)

#### Vorsitzende
- 1946–1947: Alexander Afanassjewitsch Michailow (Александр Афанасьевич Михайлов)
- 1947–1950: G. K. Rykunow (Г. К. Рыкунов)
- 1950–1960: Alexei Iwanowitsch Petuschkow (Алексей Иванович Петушков)
- 1960–1968: G. S. Sawostin (Г. С. Савостин)
- 1968–1971: Alexander Iwanowitsch Moskwin (Александр Иванович Москвин)
- 1971–1973: Walentin Iwanowitsch Krawtschenko (Валентин Иванович Кравченко)
- 1973–1977: M. P. Dubonos (М. П. Дубонос)
- 1977–1979: Igor Petrowitsch Schewljakow (Игорь Петрович Шевляков)
- 1979–1996: Wladimir Pawlowitsch Schendrik (Владимир Павлович Шендрик)
- 1996–2006: Wladimir Alexandrowitsch Bakalin (Владимир Александрович Бакалин)
- 2006–2011: Sergei Anatoljewitsch Krapiwny (Сергей Анатольевич Крапивный)
- seit 2011: Wladimir Alexandrowitsch Bakalin (Владимир Александрович Бакалин)

#### Verwaltungschefs
- 2016–2021: Pawel Jewgenjewitsch Baranow (Павел Евгеньевич Баранов)
- seit 2021: Wladimir Alexandrowitsch Ustinow (Владимир Александрович Устинов)